# Wacław Bartnik
Wacław Bartnik (ur. 17 maja 1943 w Wierzchosławicach, zm. 10 sierpnia 2023) – polski inżynier rolnictwa, polityk, urzędnik państwowy i samorządowy, senator II kadencji.

## Życiorys
Ukończył studia w zakresie inżynierii rolnictwa na Wydziale Rolniczym Wyższej Szkoły Rolniczej w Olsztynie. W 1973 uzyskał stopień naukowy doktora nauk rolniczych. W latach 70. pracował w Olsztyńskim Przedsiębiorstwie Hodowli Roślin i Nasiennictwa, następnie został wiceprezesem Wojewódzkiej Spółdzielni Ogrodniczo-Pszczelarskiej. Od 1990 do 1994 pełnił funkcję wicewojewody olsztyńskiego. W latach 1991–1993 sprawował mandat senatora II kadencji z ramienia Unii Demokratycznej wybranego w województwie olsztyńskim. Pracował w Komisji Spraw Emigracji i Polaków za Granicą oraz w Komisji Gospodarki Narodowej. Od 1994 należał do Unii Wolności. Po zakończeniu pracy w parlamencie był zatrudniony w administracji publicznej jako dyrektor wydziału ochrony środowiska w urzędzie wojewódzkim. Został odwołany przez wojewodę Zbigniewa Babalskiego. Zajmował stanowisko dyrektora Wydziału Gospodarowania Środowiskiem Starostwa Powiatowego w Olsztynie.

## Odznaczenia
Odznaczony Krzyżem Kawalerskim Orderu Odrodzenia Polski (2001).